# Маджар, Сергей Владимирович
Сергей Владимирович Маджар (род. 14 февраля 1958 года) — живописец, график. Член Союза художников РФ с 1993 года. «Заслуженный художник Республики Башкортостан».

## Биография
Сергей Владимирович Маджар родился 14 февраля 1958 года в г. Уфе. Его отец работал геологом, мать — технологом на военном заводе. Семья проживала на станции «Дёма».
Учился в педучилище № 2 г. Уфы, в 1980 году окончил художественно-графический факультет БГПИ им. К. А. Тимирязева (ныне Уфимский университет науки и технологий) (педагоги А. Г. Габбасов, Рындин, Фенина и др.). Дипломной работой художника была серия графических листов к роману Шарля де Костера «Легенда об Уленшпигеле и Ламме Гудзаке» (офорты «Детство Тиля», «Дуэль», «Аист», «Не ревнуй, голубка Неле», «Ночь после казни Клааса»). Два года служил в армии.
Место работы: c 1983 по 1993 годы работал иллюстратором Башкирского книжного издательства, где иллюстрировал книги: «Легенда об Уленшпигеле…»; 1978 г., «Башкирское народное творчество. Предания и легенды» т. 2, А. И. Крылов. Басни, 1984 г., Гюго «Гаврош», 1988 г. и др. В 1992—1994 годах — художник журнала «Светлячок», с 2002 года преподавал в Уфимском училище искусств, с 2007 года преподавал в Уфимском государственном нефтяном техническом университете.
С середины 90-х годов занимается печатной графикой, живописью (пейзажи, портреты, натюрморты, жанровые сцены).
В настоящее время живет и работает в г. Уфе, преподает в Артклубе.
Картины художника хранятся в Башкирском государственном художественном музее им. М. В. Нестерова (Уфа), Мемориальном доме-музей С. Т. Аксакова (Уфа), Уфимской художественной галерее, Галерее «Мирас» (Уфа), Галерее «Лимузин» (Уфа), Нефтекамской картинной галерее «Мирас» в г. Нефтекамске, в частных собраниях.
С. Маджар играет на флейте, сочиняет трактаты.
Семья: жена, дочь Полина.

## Работы
«Алтын шарҙар», 1994; «Муйыл менән натюрморт», 2003. Серия иллюстраций «Детство» по роману Ш. Костера «Тиль Уленшпигель» (1980) — офорт «Аист», «Ревность», «Нелле» и др.
Иллюстрации к книгам «Овод» Э. Л. Войнич, «Гаврошу», В. Гюго, «Сказки для Горчичников» Ж. Б. Веркора — «Тристан»; «Охота на кабана», Исландские саги (« Один пронзенный копьем», «Жертвоприношение Одина»). «Последнее путешествие Бьярни Гримольвсона» — иллюстрация к саге об «Эрике Рыжем».
Офорты «Из истории свиней с деньгами» (1979), «Яблоня», «Аист» 1980 (1980), «Петер Мунк у стеклянного человечка», «Христос-отрок, или чудо с жаворонками», «И ныне, и присно.», «Иоанн Предтеча». Линогравюра «Памяти Дюрера» (1981). Замок на картине «Этюд в багровых тонах».
Натюрморты «Пионы», «Золотые шары», «Мать-и-мачеха», «Сирень», «Подснежники», «Черемуха». Автопортреты.

## Выставки
C 1972 года Сергей Владимирович Маджар — участвовал в республиканских (1995, 1997, 2003, 2004, 2013), зональных, региональных, всероссийских, международных и зарубежных (с 1998 г.) выставках.
Всероссийская московская выставка (1980).
Персональные выставки художника проходили в Уфе в 1995, 1997, 2003, 2004 годах.